# Шабарка
Шабарка — деревня в Бардымском районе Пермского края на реке Тунтор. Входит в состав Шермейской сельской территории.
По результатам переписи 2010 года численность населения составила 175 человек, в том числе 75 мужчин и 100 женщин.
В 2005 году численность населения составляла 229 человек.
Находится примерно в 19 км к северо-востоку от центра села Барда.